# Edwin Bechstein
Alfred Edwin Bechstein (* 11. Februar 1859 in Berlin; † 15. September 1934 in Berchtesgaden) war der Sohn eines Klavierfabrikanten. Zusammen mit seiner Frau Helene war er ein Unterstützer, sowie ein früher Finanzier Adolf Hitlers.

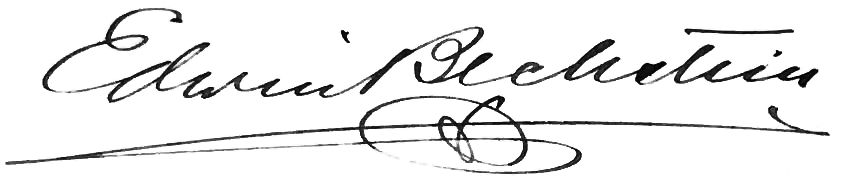
Autogramm des Pianofortefabrikanten Edwin Bechstein

## Leben und Wirken

### Klavierproduzent
Zusammen mit seinen jüngeren Brüdern Carl Friedrich Wilhelm (1860–1931) und Johannes „Hans“ Max (1863–1905) übernahm Edwin Bechstein im Jahre 1900 nach dem Tode des Vaters Carl Bechstein dessen Pianoforte-Fabrik in Berlin. Edwin leitete den Instrumentenbau, während Carl die Geschäfte leitete. Johannes starb bereits 1906.
Nach einem Streit mit seinem Bruder ließ Edwin Bechstein sich 1916 seinen Anteil am Unternehmen auszahlen und schied aus der Gesellschaft aus. Als die Fabrik 1923 in eine Aktiengesellschaft umgewandelt wurde, kauften Edwin Bechstein und seine Frau Helene, die durch antisemitische Äußerungen aufgefallen war, sich jedoch wieder in das Unternehmen ein.

### Unterstützung Hitlers
Bechstein war ebenso wie seine Frau ein Verehrer Adolf Hitlers. Während dessen Festungshaft in Landsberg besuchte er ihn insgesamt sechs Mal.
Nach der Entlassung aus der Festungshaft kaufte sich Hitler 1924 einen Pkw von Benz & Cie. Er bezahlte dieses Fahrzeug aus einem Kredit, für den Edwin Bechstein nicht nur bürgte, sondern den er auch zurückzahlte.
Bechsteins Berliner Wohnung diente am Ende der Weimarer Republik auch konspirativen Zwecken. So traf sich Hitler am 29. Januar 1933, einen Tag vor der „Machtergreifung“ dort mit Generaloberst Kurt von Hammerstein-Equord, dem Chef der Heeresleitung.

## Tod und Grabstätte
Nachdem Bechstein am 15. September 1934 in Berchtesgaden gestorben war, wurde die Leiche nach Berlin überführt, wo Bechstein am 20. September in einem Staatsbegräbnis in Anwesenheit Hitlers und führender NSDAP-Politiker, wie Reichsinnenminister Wilhelm Frick und Max Amann, auf dem Sophienfriedhof II in Berlin-Mitte beigesetzt wurde. Das Grabmal ist nicht erhalten.